# Parcoul-Chenaud
Parcoul-Chenaud è un comune francese del dipartimento della Dordogna nella regione della Aquitania-Limosino-Poitou-Charentes.
È stato creato il 1º gennaio 2016 dalla fusione dei preesistenti comuni di Parcoul e Chenaud.
Il capoluogo è la località di Parcoul.